# Markéta Haindlová
Markéta Vochoska Haindlová (* 25. května 1984, Praha, Československo) je česká právnička, zaměřující se na sportovní právo, členka České advokátní komory, předsedkyně České asociace fotbalových hráčů (tzv. fotbalových odborů) a bývalá předsedkyně Odvolací a revizní komise Fotbalové asociace České republiky. Sportovnímu právu se věnuje aktivně i na dalších pozicích. V médiích na sebe upozornila především působením a opakovanou otevřenou kritikou poměrů v českém fotbalovém prostředí.

## Život
V roce 2008 absolvovala magisterské studium na Právnické fakultě Univerzity Karlovy v Praze, postgraduální titul LL.M. získala na univerzitě v Curychu v rámci FIFA programu sportovního práva.
V letech 2010-2013 byla předsedkyní Odvolací a revizní komise Fotbalové asociace ČR (do června 2011 ČMFS), kam byla zvolena poté, co ji ke spolupráci přizval tehdejší předseda asociace (svazu) Ivan Hašek. Od května 2011 byla zvolena místopředsedkyní nově vzniklé České asociace fotbalových hráčů (ČAFH), od června 2013 je předsedkyní této asociace.
Od roku 2012 byla členkou výkonného výboru mezinárodní asociace hokejových odborů WAIPU. V srpnu 2013 se stala odbornou garantkou a místopředsedkyní nově vzniklé České asociace hokejistů (ČAIHP).
V lednu 2014 byla zvolena předsedkyní Právního výboru Evropské federace malého fotbalu. V březnu téhož roku se stala ředitelkou mezinárodních vztahů Rumunské fotbalové federace. Deník Sport ji za rok 2010 vyhlásil nejmocnější ženou českého fotbalu.
V září roku 2021 byla zvolena do výkonného výboru evropské divize světové hráčské asociace FIFPro.
V listopadu 2021 byla předsedou Národní sportovní agentury Filipem Neusserem jmenována do funkce předsedkyně Arbitrážní komise Národní sportovní agentury, která je nejvyšší instancí pro řešení sportovně-právních sporů v rámci České republiky.
Přednáší také na Právnické fakultě Univerzity Karlovy v programu LL.M. se specializací na sportovní právo a na prestižní ISDE Law Business School.

## Působení ve fotbalovém prostředí

### Fotbalová asociace České republiky
V červnu 2010 byla hned v prvním kole (s 91 ze 130 hlasů) zvolena do pětičlenné Odvolací a revizní komise (ORK) tehdejšího ČMFS jako jedna ze čtyř nových členů tohoto orgánu. Jako jediná žena mezi 25 kandidáty do ORK získala nejvyšší počet hlasů  a po dvou týdnech byla jako první žena v historii zvolena předsedkyní této komise. Na jaře 2011 byla vyzvána k rezignaci zástupci klubu AC Sparta Praha, a to v souvislosti s případem, při němž byl klub potrestán za nasazení hráčů, kteří se z důvodu nemoci omluvili z reprezentačního srazu, pod falešnými jmenovkami. Klub byl potrestán disciplinární komisí a ORK situaci nevyhodnotila jako mimořádnou a neuspořádala zvláštní zasedání. Na regulérním zasedání pak ORK trest zmírnila. V září téhož roku přímo požadoval odvolání Haindlové z ORK majitel SK Slavia Praha Aleš Řebíček. Stalo se tak poté, co některé prvoligové kluby napadly způsob odvolání šéfa komise rozhodčích Luďka Macely.
Později sama zvažovala rezignaci na post v ORK v souvislosti s rozhodnutím Výkonného výboru FAČR, jenž doporučil disciplinární komisi přenechat vyšetřování korupčního skandálu spojeného s tzv. Křetínského taškou policii. Vzhledem k postoji a podpoře dalších členů ORK  však nakonec setrvala a vydala k situaci kritické prohlášení, podle kterého Výkonný výbor FAČR popřel všechny principy sportovního práva. Následně Haindlovou vyzval Výkonný výbor k rezignaci z důvodu, že se s vyjádřením k průběhu korupční kauzy obrátila na UEFA. Haindlová výše zmíněné rozhodnutí výkonného výboru FAČR spojila s žádostí ORK o materiály pro kontrolu hospodaření FAČR.
Před volbami do Výkonného výboru FAČR v roce 2013 zvažovala kandidaturu na předsedkyni fotbalové asociace. Za motivaci k tomuto kroku později označila snahu poukázat na to, že v českém fotbale převažuje “ivánkovská” cesta. Nakonec však před volbou neměla potřebnou podporu desítky profesionálních klubů, když získala pouze 9 hlasů. Celkem 4 z 9 klubů, které ji v kandidatuře podpořily, v bezprostředně následujících zápasech obdržely dohromady deset červených karet. Jeden z těchto čtyř zápasů se nedohrál, zbylé tři skončily prohrou týmu, který podpořil právě Haindlovou. Česká televize informovala o výhrůžných telefonátech, které do těchto klubů směřovaly. Předsedou FAČR se posléze stal jediný kandidát Miroslav Pelta, který později ve vysílání Českého rozhlasu přiznal, že nevěří, že by řízení jednoho ze zápasů nebylo tendenční a připustil souvislost se zmíněnou kandidaturou Haindlové na předsedkyni FAČR. Haindlová poté na Valné hromadě FAČR neobhajovala ani pozici v Odvolací a revizní komisi. Ve funkci předsedkyně ORK ji vystřídala Kateřina Radostová.

### Česká asociace fotbalových hráčů
V červnu roku 2011 stála u založení České asociace fotbalových hráčů (ČAFH) a stala se její místopředsedkyní.
V létě 2013 byla zvolena předsedkyní ČAFH poté, co Karel Poborský z funkce odstoupil. V jejím čele se snaží angažovat mj. za zavádění zaměstnaneckého poměru pro fotbalisty v českých klubech, u nichž je běžný status OSVČ. Tento stav totiž nekoresponduje ani s doporučením UEFA. Česká republika je tudíž jednou z posledních zemí v rámci Evropy, kde fotbalisté nejsou zaměstnanci. Haindlová se také postavila proti praxi v českém fotbale, kdy kluby hráče pokutují za neuspokojivou výkonnost. Dále kritizovala příliš příznivé znění pravidel a podmínek, a to ve prospěch fotbalových klubů, které tohoto nedostatku využívají a často beztrestně po dobu několika měsíců nevyplácí svým hráčům mzdy, které jim náleží.
V květnu roku 2014 se ocitla pod kritikou ze strany několika aktivních i bývalých fotbalistů. Mezi nimi se objevil také bývalý sportovní manažer ČAFH Tomáš Pešír. Haindlová se proti nařčením důrazně ohradila a uvedla, že právě Pešír je organizátorem této kritické vlny. Haindlovou podpořil Vladimír Šmicer, čestný předseda ČAFH, podle nějž se Pešír pokoušel o převrat v hráčské asociaci i v minulosti. Následovala žaloba na Tomáše Pešíra za pomluvu. Později Haindlová uvedla, že Tomáš Pešír jí osobně přiznal, že se celá akce uskutečnila na objednávku konkrétních osob s cílem zdiskreditovat ji.
České asociaci fotbalových hráčů pod vedením Haindlové byla svěřena organizace workshopu pro členské asociace FIFPro ze střední a východní Evropy, který se konal v dubnu roku 2022.